# 派瓦
派瓦是巴西米纳斯吉拉斯州的一个市镇。总面积58.313平方公里，总人口1630人，人口密度28人/平方公里。